# Gare d’Auxonne
Gare d'Auxonne – stacja kolejowa w Auxonne, w departamencie Côte-d’Or, w regionie Burgundia-Franche-Comté, we Francji.
Jest stacją Société nationale des chemins de fer français (SNCF), obsługiwaną przez pociągi TER Franche-Comté.